# 阿卜迪·苏耶尔库洛夫
阿卜迪·苏耶尔库洛维奇·苏耶尔库洛夫（俄语：Абды Суеркулович Суеркулов，1912年12月25日—1992年10月10日），吉尔吉斯族，苏联党和国家领导人。曾任吉尔吉斯苏维埃社会主义共和国最高苏维埃主席、部长会议主席、贸易部长等职务。

## 生平
- 1912年12月12日（格里历：12月25日）出生于七河州托尔肯特村的一个农民家庭。
- 1927年3月-1930年3月，伏龙芝商业和文员学校学习。
- 1930年4月-9月，塔什干大学预科班学习。
- 1930年9月-1931年1月，莫斯科普列汉诺夫国民经济研究所学习。
- 1931年1月-1933年9月，吉尔吉斯自治社会主义苏维埃共和国克特缅秋别区消费者联盟主席。
- 1933年9月-1937年7月，吉尔吉斯自治社会主义苏维埃共和国、吉尔吉斯苏维埃社会主义共和国克特缅秋别区、诺奥卡特区、塔拉斯区财政部门负责人。
- 1937年7月-1938年9月，吉尔吉斯苏维埃社会主义共和国人民委员会税务局局长。
- 1938年8月-1939年5月，克特缅秋别区集体农庄主席。
- 1939年5月-6月，贾拉拉巴德州克特缅秋别区土地局长。
- 1939年6月-11月，贾拉拉巴德州克特缅秋别区区长。
- 1939年11月-1941年6月，贾拉拉巴德州财政厅长。1940年加入联共（布）。
- 1941年6月-1942年10月，贾拉拉巴德州州长。
- 1943年1月-1944年11月，吉共（布）中央宣传鼓动部书记。
- 1944年9月-1946年9月，联共（布）中央高级党校学习。
- 1946年9月-1949年2月，吉共（布）中央第三书记。
- 1947年3月-1950年7月，吉尔吉斯苏维埃社会主义共和国最高苏维埃主席。期间，1949年2月-1950年7月，吉共（布）中央第二书记。
- 1950年7月-1958年3月，吉尔吉斯苏维埃社会主义共和国部长会议主席。
- 1958年4月-1959年2月，苏共中央党校进修班学习。
- 1959年2月-1969年4月，吉尔吉斯苏维埃社会主义共和国贸易部长。
- 1969年4月起退休，学生个人养老金待遇。
- 1971年-1978年，吉尔吉斯苏维埃社会主义共和国国民经济成就展馆馆长。
- 1992年10月10日于比什凯克逝世，享年79岁。葬于阿拉阿尔查公墓。

苏耶尔库洛夫是苏共19-20大代表；第3-4届苏联最高苏维埃联盟院代表，第5届苏联最高苏维埃民族院代表。

## 荣誉
- 两次列宁勋章
- 两次劳动红旗勋章